# Seven West Media
Seven West Media är ett australiskt medieimperium, vilket formades genom försäljningen av Seven Media Group till West Australian Newspapers Holdings Limited (WAN). Det har en ledande ställning inom australisk TV, radio, tidningar, tidskrifter och media på internet. Koncernen är listat på Australiens största börs, Australian Securities Exchange (ASX). Den största aktieägaren är Seven Group Holding. 

## Tillgångar
- Seven Network
- The West Australian
- Pacific Magazines
- Yahoo!7 (50% stake)
- Community Newspaper Group
- Quokka
- WA Regional Newspapers
- The West
- Wjobs
- bloo
- Sky News Australia (33% stake)[1]
- 67% of Hybrid Television Services exclusive licensee of TiVo in Australia and NZ from 2008